# Euxesta brookmani
Euxesta brookmani är en tvåvingeart som beskrevs av Harriot 1942. Euxesta brookmani ingår i släktet Euxesta och familjen fläckflugor.
Artens utbredningsområde är Kalifornien. Inga underarter finns listade i Catalogue of Life.